# 彭伟军
彭伟军（1973年2月23日—），是已退役的中国足球运动员，著名国脚彭伟国的弟弟。
彭伟军球场上的风格与彭伟国近似，曾经入选中国国奥队。2001年转会时，原本意图转会上海申花或重庆力帆的彭伟军被沈阳金德中途截下，但是又在转会费上与原俱乐部青岛海牛协商无果，陷入沈阳和青岛两家俱乐部的价格角逐中，最后彭伟军成为牺牲品最终被判给沈阳金德。后来更发生了所谓的“肝炎风暴”，最终只能无奈退役，时年仅28岁。